# Willian Lara
Pour les articles homonymes, voir Lara.
Willian Lara est un journaliste et homme d'État vénézuélien, né le 28 juillet 1959 à El Socorro et mort le 10 septembre 2010 dans le río Uverito. Député au Congrès national, à l'Assemblée constituante, à l'Assemblée nationale, il est ministre de la Communication et de l'Information du Venezuela de 2006 à 2008 puis gouverneur de l'État de Guárico de 2008 jusqu'à sa mort en exercice dans un accident de voiture en 2010.

## Biographie
Il étudie la communication sociale à l'Université centrale du Venezuela puis fait un master en sciences politiques à l'université Simón Bolívar dont il deviendra l'un des professeurs.
Élu plusieurs fois député à l'Assemblée nationale entre 2000 et 2006, il en est le président entre 2000 et 2002 succédant à Henrique Capriles. Avant la création du Parti socialiste unifié du Venezuela, Lara est le directeur national du parti qui l'a précédé, le Mouvement Cinquième République (MVR)  dont il est l'un des fondateurs en 1997. Il joue un rôle clef dans le développement de la démocratie interne au parti. En juin 2003, le MVR est ainsi le premier parti vénézuélien à en faire autant et il y aura plus d'un million de membres invités à participer aux élections internes.
Début 2006, après avoir vivement critiqué la politique gouvernementale relative aux médias, il est nommé ministre de la Communication et de l'Information du Venezuela en remplacement de Yuri Pimentel qui n'est resté en poste que sept mois. Aux élections régionales vénézuéliennes de 2008, il est élu gouverneur de l'État de Guárico.
Le 10 septembre 2010 à 16 h 30, Willian Lara disparaît après avoir été victime d'un accident de voiture au bord de la rivière Paya dans l'État de Guárico. Le véhicule, conduit par son chauffeur, tombe dans la rivière. Son chauffeur, bien que blessé, survit et est emmené à l'hôpital. Il indique qu'il a essayé de retirer Willian Lara de l'eau mais n'a pas réussi et a vu son corps emporté par le courant. Son corps, retrouvé plusieurs heures plus tard, est emmené à l'hôpital Israel Ranuárez Balza de San Juan de Los Morros.